# انبعاث (رواية)
انبعاث (بالإنجليزية: revival)‏ هي رواية للكاتب ستيفن كينغ نُشرت في 11 نوفمبر عام 2014 من قبل سكريبنر.

## معلومات مرجعية
تحدث كينغ عن الرواية لأول مرة في 20 يونيو عام 2013، عندما كان في محادثة فيديو مع معجبيه كجزء من الترويج لمسلسله التلفزيوني القادم حينها أندر ذا دوم (تحت القبة). صرّح كينغ أثناء حديثه بأنه في منتصف طريق كتابة الرواية القادمة، انبعاث. أُعلن رسميًا عن الرواية في 12 فبراير عام 2014. تضمنت نهاية النسخة الورقية اقتباسًا من رواية كينغ دكتور سليب، نُشرت في 10 يونيو عام 2014 (رقم الكتاب المعياري الدولي: 978-1451698855). صرّح كينغ في مقابلة مع رولينغ ستون، بأن رواية الانبعاث مستوحاة من كتاب الإله العظيم بان لآرثر مايكين وكتاب فرانكنشتاين لماري شيلي، ومثل جميع روايات كينغ السابقة، كانت الفكرة في ذهنه منذ طفولته. تستند القصة قليلًا إلى حلقة من ذا أوتر ليميتس، الذي أُطلق قبل 14 سنة (في عام 2000) من إطلاق كتاب كينغ (2014). تحتوي الحلقة السادسة عشر من الجزء السادس من مسلسل ذا آوتر ليميتس، التي عنوانها أيضًا «انبعاث»، بطريقة ما نفس عناصر رواية ستيفن كينغ «انبعاث».

## الفيلم المقتبس
أُعلن في 2 فبراير عام 2016 عن كتابة جوش بوون سيناريو لفيلم عن الانبعاث، بينما كان يعمل على كتابة سيناريو مقتبس من رواية الموقف. تنظر حاليًا يونيفرسال بيكشرز في السيناريو وسوف يُروج له في حال رفضه المنتجون. في ديسمبر عام 2016، أعلن بوون أن روسيل كراو سيمثل بدور أساسي في الفيلم.